# Upiór

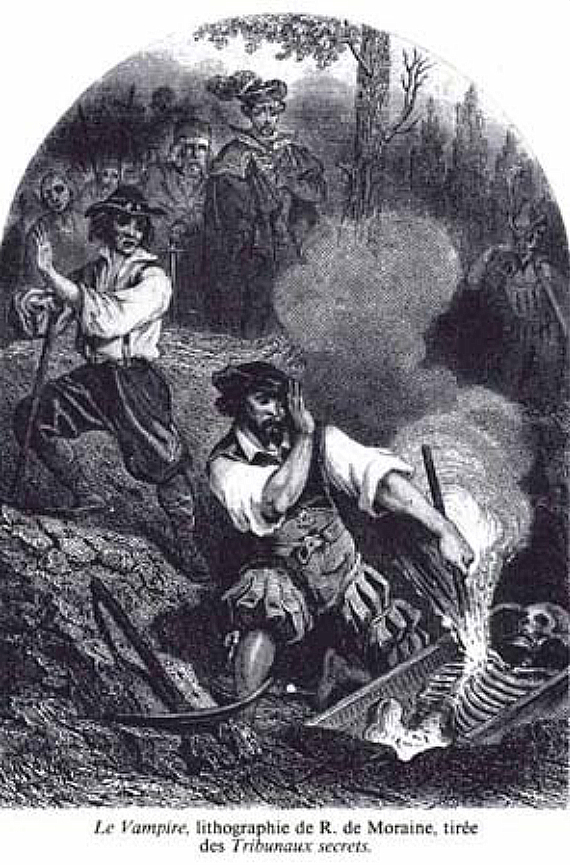
Quema del cuerpo exhumado de una persona que se cree que es un vampiro – Vampiro, aut. R. de Moraine, 1864

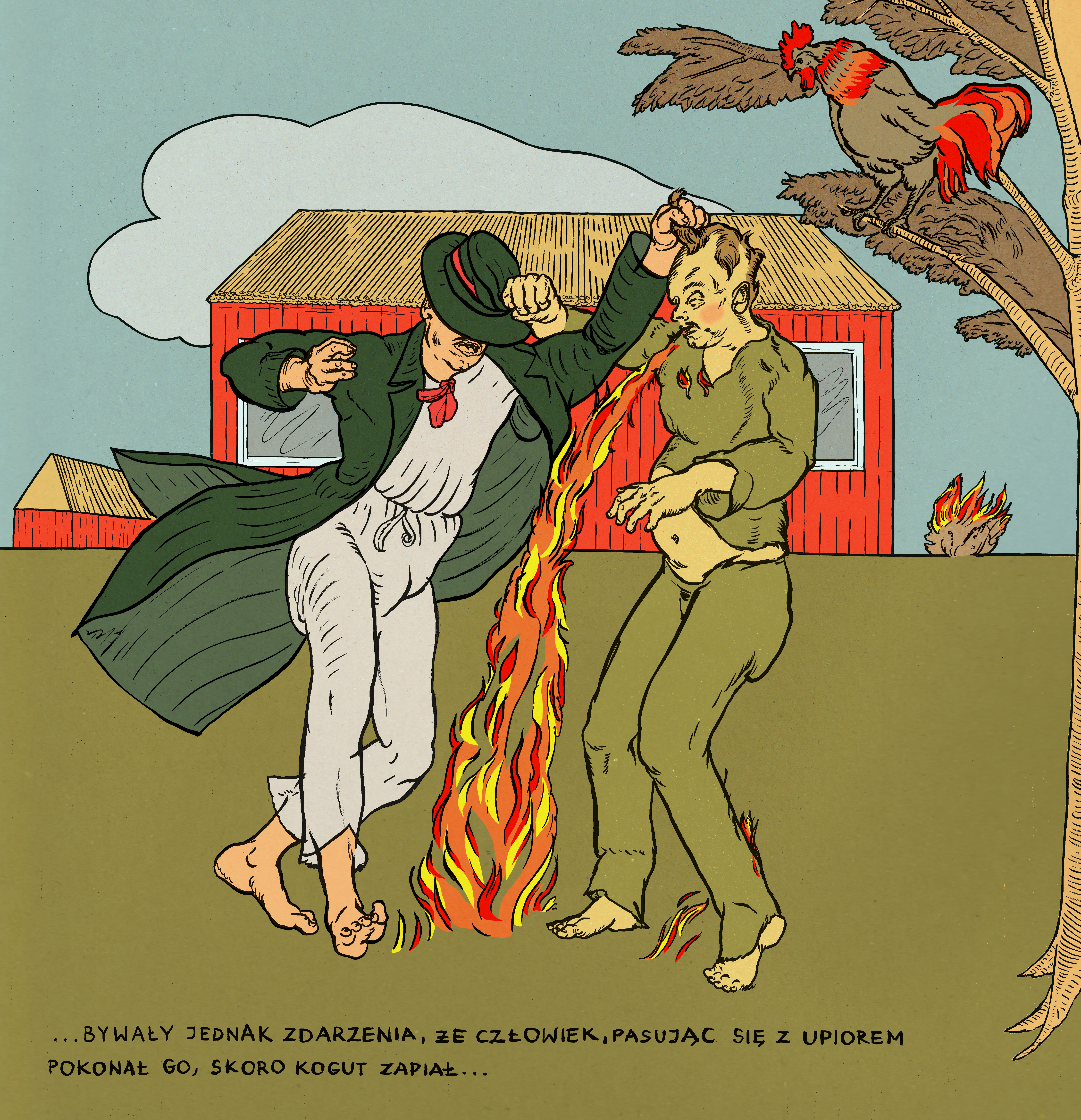
Pelea con un upiór – Maciej Sieńczyk

Upiór (lengua tártara: Убыр (Ubır), turco: Ubır, Obur, Obır, (bielorruso moderno: вупыр (vupyr), búlgaro: въпир (văpir), serbio: вампир ( vampir ), checo y eslovaco: upír, Polaco: upiór, wupi, Ruso: упырь (upyr'), ucraniano: упир (upyr), del antiguo eslavo oriental: упирь (upir'))) es un ser vampírico  del folclore eslavo y turco. Los académicos sugieren que la creencia en el ubır (upiór) se extendió por las estepas euroasiáticas a través de las migraciones del pueblo kipchak-cumán, después de tener sus orígenes en las regiones que rodean el río Volga (İtil) y las estepas pónticas. La palabra moderna "vampiro" deriva de la antigua lengua eslava y de la forma turca онпыр (onpyr), con el añadido del sonido "v" antes de una gran vocal nasal (on), característica del búlgaro antiguo, como lo evidencia la forma tradicional búlgara впир (vpir). (otros nombres: onpyr, vopir, vpir, upir, upierz.) 

## Etimología
La etimología exacta no está clara. Entre las formas protoeslavas propuestas figuran ǫpyrь y ǫpirь.  Otra teoría menos extendida es que las lenguas eslavas tomaron prestada la palabra de un término turco para Ubır o Ubar ' bruja, vampiro, hortdan '. El lingüista checo Václav Machek propone el verbo eslovaco vrepiť sa ('pegarse a, empujar hacia dentro'), o su anagrama hipotético vperiť sa (en checo, el verbo arcaico vpeřit significa 'empujar violentamente') como trasfondo etimológico y, por lo tanto, se traduce upír como 'alguien que empuja, que muerde'. 
Un uso temprano de la palabra del eslavo oriental antiguo se encuentra en el tratado antipagano "Palabra de San Grigoriy" (ruso Слово святого Григория ), datadas en diversas fechas entre los siglos XI y XIII, donde se informa del culto pagano a upyri .  
El término upiór (upir – lengua protoeslava *ǫpirь, OCS ǫpyrь/ѫпырь) se introdujo en la cultura de habla inglesa como un "vampiro", mencionado por Lord Byron en The Giaour en 1813, descrito por John William Polidori en "El vampiro" en 1819 y popularizado por Drácula de Bram Stoker. Con el desarrollo de la cultura de masas, regresó como un "vampiro" reconocible en la literatura y el cine.  En la cultura popular eslava, el upiór tiene características en común con la estrige,  y por eso Adam Mickiewicz ha teorizado que el upiór se desarrolló a partir de un antiguo strix romano y griego.  En Ucrania (por ejemplo, en el distrito de Chigirinsky ), se utilizaba el término martvyets para describir el upiór. 

## En la cultura eslava
La creencia común eslava considera una marcada distinción entre alma y cuerpo, la primera no se considera perecedera. Los eslavos creían que al morir el alma saldría del cuerpo y vagaría por su vecindario y lugar de trabajo durante 40 días antes de pasar a la otra vida eterna. Por eso los eslavos paganos consideraban necesario dejar una ventana o puerta abierta en la casa para que el alma pudiera entrar y salir a su antojo. Durante esta época se creía que el alma tenía la capacidad de reingresar al cadáver del difunto. Al igual que los espíritus ya mencionados, el alma que pasa podría bendecir a la familia  y vecinos o bien causar estragos durante sus 40 días de fallecimiento. Cuando moría un individuo, se hacía mucho hincapié en los ritos funerarios adecuados para garantizar la pureza y la paz del alma al separarse del cuerpo. La muerte de un niño no bautizado, una muerte violenta o prematura, o la muerte de un pecador (como un hechicero o un asesino) eran motivos para que un alma se volviera impura después de la muerte. Un alma también podía quedar impura si su cuerpo no recibía un entierro apropiado. Por otro lado, un cuerpo que no recibe un entierro apropiado podría ser susceptible a ser poseído por otras almas y espíritus impuros. Los eslavos temían a las almas impuras por su potencial para vengarse. 
De estas profundas creencias sobre la muerte y el alma se deriva la invención del concepto eslavo de Ubır. Un vampiro es la manifestación de un espíritu impuro que posee un cuerpo en descomposición. Esta criatura no muerta necesita la sangre de los vivos para sustentar la existencia de su cuerpo y se considera vengativa y celosa hacia los vivos. Aunque este concepto de vampiro existe en formas ligeramente diferentes en todos los países eslavos y algunos de sus vecinos no eslavos, es posible rastrear el desarrollo de la creencia en los vampiros hasta el espiritualismo eslavo que precedió al cristianismo en las regiones eslavas.

## Creencias populares

### Origen, apariencia y actividades del upiór

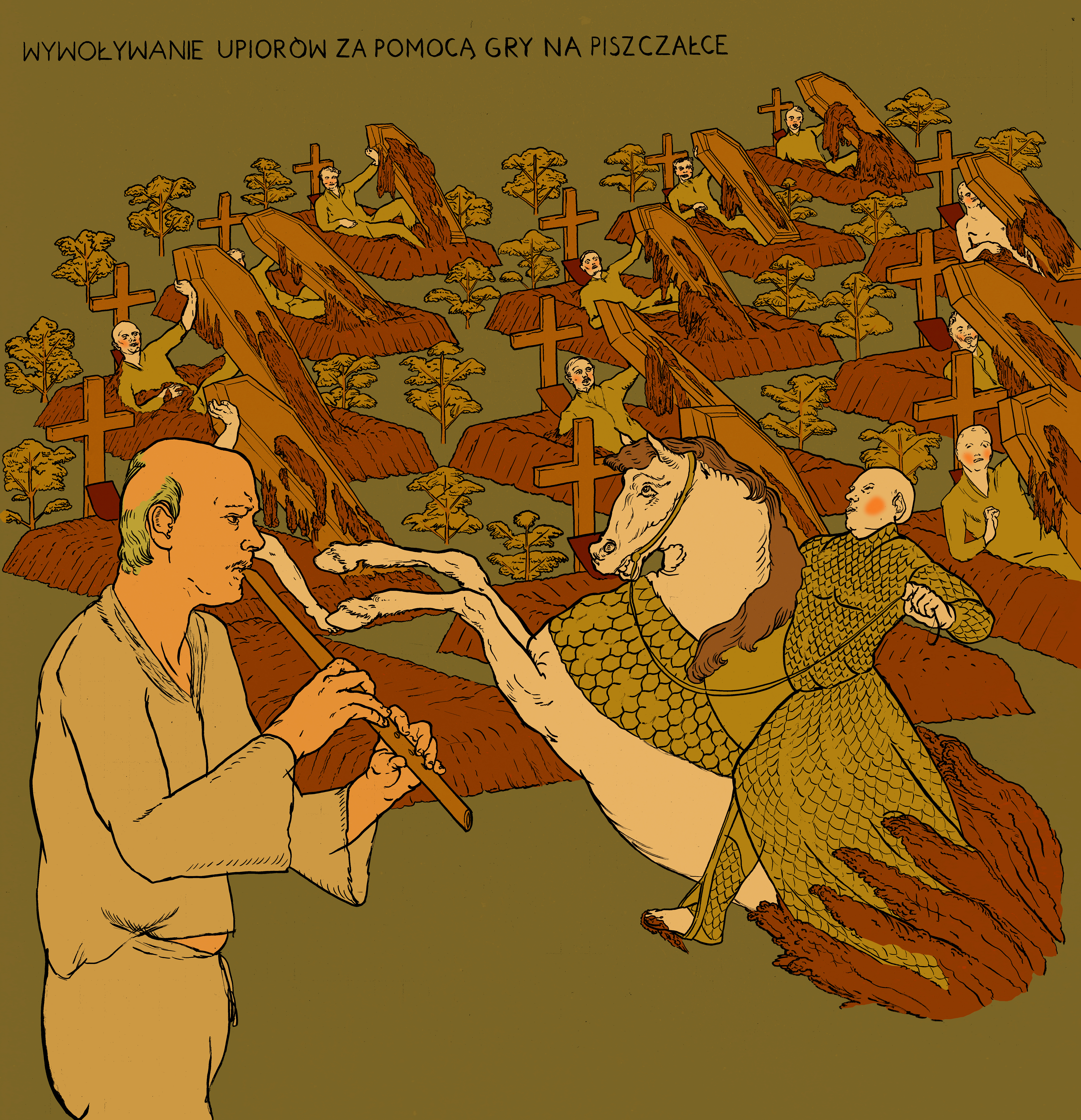
Llamando a los upiórs con un toque de silbato, Maciej Sieńczyk

Un upiór era una persona maldita antes de morir,  alguien que moría repentinamente, o cuyo cadáver era profanado. Otros orígenes incluían una persona muerta sobre la cual saltó un animal, víctimas de suicidio,   brujas, niños no bautizados y, con menor frecuencia, aquellos que fueron asesinados por otro upiór.   Pese a las creencias relacionadas a las criaturas vampíricas, los upiór podían caminar bajo la luz del sol, aunque preferían atacar de noche. 
Se creía que quienes eran físicamente diferentes en una comunidad eran potenciales candidatos a upiór: los pelirrojos, los zurdos, los cojos, unicejos, con doble dentadura  o con una marca gris en la espalda  y los religiosamente "otros" (por ejemplo, los luteranos en las comunidades católicas).  Entre los rasgos sospechosos entre los vivos también figuraban caminar a la luz de la luna, tener la cabeza grande o no tener vello púbico ni en las axilas. 
Muchas de estas ideas se reproducen en las leyendas y registros etnográficos de las estriges  y, a menudo, al igual que estas últimas, se describe a los upiórs como seres con dos corazones y dos almas . 
Las mujeres que murieron durante o después del parto fueron particularmente vulnerables a la transformación. Se temía que volvieran a ver al niño huérfano como upiórs para alimentarlo por la noche. Por eso en Silesia, por ejemplo, las que morían de parto eran enterradas al borde del cementerio, cerca del muro. 
La falta de rigor mortis, una cara enrojecida o sangre debajo de las uñas eran signos de que una persona fallecida podía convertirse en un upiór/wąpierz. Las señales entre familiares o vecinos afectados por sus acciones podían ser cansancio, palidez, sudoración o pesadillas recurrentes.   Un upiór podría perseguir a su familia si ésta quemaba la fotografía o el retrato del difunto.  Un muerto enterrado con una camisa vieja también podría convertirse en un upiór. 
Una forma de reconocer a un upiór era hacer que un niño inocente montara a caballo hasta un cementerio y le indicara la tumba en la que reposaba.  Por la noche se podía ver un upiór en el espejo, por eso en la región de Sieradz la gente no se miraba en el espejo después del anochecer. 
Los upiórs llegaban de noche, llevando la cabeza en los brazos o, si no la tenían separada, con unos ojos brillantes, "como los de un lobo".   Algunos de ellos eran también una amenaza durante el día, trepaban a los campanarios y mataban a todo aquel que oía sus gritos. 
Los upiórs bebían sangre humana y usaban su fuerza sobrehumana para destrozar a sus víctimas. También podían matar con su aliento o sus gritos.  Acosaban a las personas durante la noche, obligándolas a asfixiarse o a caminar sonámbulas. Había afirmaciones de maridos y esposas que se convertían en upiórs y visitaban al cónyuge viudo después de la muerte. Hacían las mismas tareas que hacían durante su vida y, a veces, acosaban a la familia.  
Las plagas del ganado y de los seres humanos se solían atribuir a brujas o upiórs, lo que hacía que las comunidades acusaran y lincharan a personas inocentes. 

### Formas de evitar a los upiórs
Se decía que los muertos debían ser sacados de la casa por una salida o agujero especial, porque si los sacaban por la puerta principal podían convertirse en upiórs. 
A los muertos considerados upiórs se les colocaban cabezas de ajo, ladrillos o trozos de hierro en la boca antes del entierro.  En sus ataúdes se colocaban ramas de rosa silvestre, de espino blanco o de endrino. Los ataúdes estaban rociados con semillas de amapola, para que los upiórs tuvieran una tarea que los mantuviera ocupados (recoger todas las semillas).  Otro método para mantener ocupados a los upiórs era darles pequeños nudos o redes u otras pequeñas cosas para desenredar en la tumba (Pomerania).
Si una persona que se creía que era un upiór moría, o si se creía que la tumba de alguien era la tumba de un upiór, se realizaba un entierro vampírico . Se cortaba la cabeza y se colocaba entre las piernas del cadáver,  se lo quemaba,  se lo clavaba al ataúd,  o se lo colocaba boca abajo.

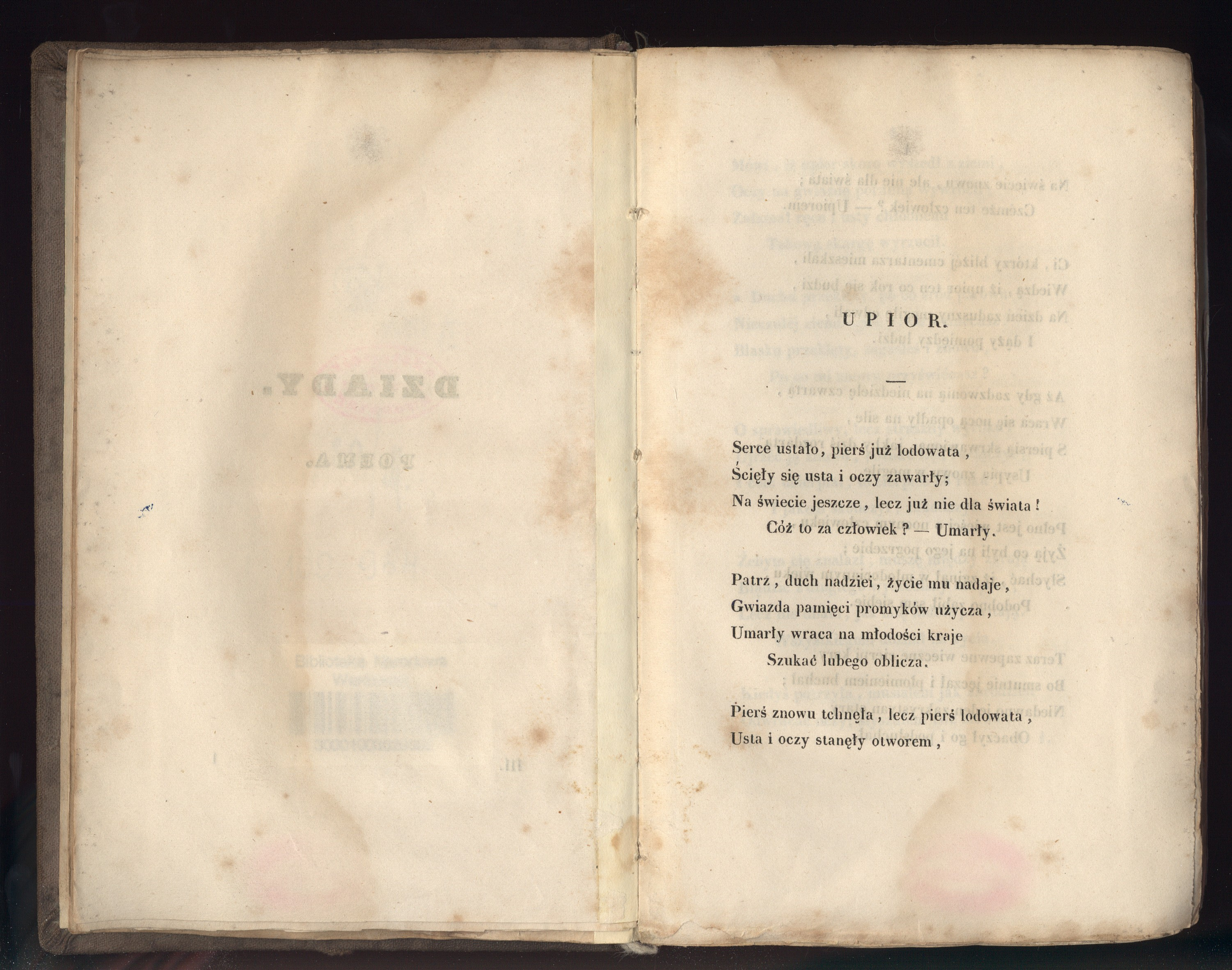
Upiór – Adam Mickiewicz

Si un upiór acosaba a un humano durante la noche, la solución era impedir que el upiór regresara a su tumba: al amanecer desaparecía o se transformaba en alquitrán negro.   Otra medida de protección era beber la sangre del upiór o comer la tierra de su tumba. 

### Variaciones locales
- Cerca de Słupia, un joven que se suicidó por un amor no correspondido fue considerado un upiór. Después de enterrarlo en un agujero apartado, se dice que el upiór apareció y atacó a las personas y al ganado. Desapareció cuando el gallo cantó al amanecer. [18]
- Cerca de Varsovia, un cuerpo encontrado en la carretera fue tratado como un posible alborotador y le arrojaron ramas encima. En primavera se quemaban esos montones de ramas para que el alma del muerto que se encontraba debajo se purgara de sus pecados. [13]
- Cerca de Cracovia, en 1847 se registró una forma de liberar el alma de un upiór: había que clavarle un clavo en la cabeza y luego colocarle debajo de la lengua un papel con escritos de un maestro/profesor. Luego se le pediría a un sacerdote que cortara la cabeza del upiór y la colocaban boca abajo en el ataúd. [15]
- En el pueblo de Liszki se contó la historia de una mujer que encontró un upiór en uno de tres ataúdes por la noche. Ella le cortó el hígado para prepararle una comida a su marido. Posteriormente, el upiór acosó a la familia hasta que enfermaron y murieron.
- En Lubelskie, los muertos eran enterrados boca abajo con las manos atadas con hierbas benditas para evitar que se convirtieran en upiórs. [17]
- En Pokuttia, una mujer rutena que se decía que era "amada por un upiór" fue sacada de su casa después de su muerte a través de un agujero hecho en una pared y luego enterrada en la encrucijada, de acuerdo con sus deseos. [11]
- En Volinia, las amas de casa que horneaban pan cubrían los hornos, para "no morir con la boca abierta", lo que haría que "se convirtieran en devoradoras de hombres". [11]
- Se ha registrado una historia de unos campesinos ucranianos del distrito de Chigirinsky, sobre un upiór que protegió a un cosaco de un verdugo. [9]
- Una historia de un viaje a Mykonos en 1701 describe una pelea que duró varios días entre los lugareños y un upiór. Se contaba que el hombre fallecido ingresaba a las casas, arrojaba velas y asustaba a las familias para que durmieran afuera. Le sacaron el corazón y lo quemaron junto al mar, Pero esta medida, combinada con las oraciones no fue suficiente y el cuerpo exhumado fue quemado por completo. [15]
- Hasta finales del siglo XIX cerca de Gradiška se contaba una historia sobre un padre muerto que atormentaba a su hijo y le pedía comida. Después de una visita, seis miembros de la familia enfermaron y murieron. Después de que una comisión examinó el cuerpo y decidió que parecía inusual, el padre fue considerado un upiór. Se le estacó el corazón y se quemó el cuerpo. [15]

## En la cultura turca
El ubir ( Chuvash : Вупăр ( Vupăr ) o Вупкăн ( Vupkăn ), Tártaro : Убыр, Turco : Ubır ) de la mitología turca es un ser mitológico o folclórico muy similar al upiór eslavo. Los ubirs son cadáveres reanimados que matan criaturas vivientes para absorber la esencia vital de sus víctimas (generalmente en forma de sangre), sin importar si se trata de una persona o un ser no muerto.
Los ubirs eran generalmente descritos como hinchados en apariencia, y de color rojizo y oscuro; estas características eran atribuidas con frecuencia a la ingesta reciente de sangre. En el folclore original, hay muchas causas variadas para explicar la generación del vampiro. 
Se han encontrado historias de seres sobrenaturales que consumen la sangre o la carne de los vivos en casi todas las culturas del mundo durante muchos siglos. Casi todas las naciones han asociado el consumo de sangre con algún tipo de espectro o demonio, o en algunos casos con una deidad. En la Epopeya de Ural-Batyr se cuenta una historia sobre beber sangre. Una vez, cuando los padres estaban cazando, Shulgen desafió a Ural a beber la sangre de un animal que sus padres habían dejado en casa. Ural se negó a hacerlo y Shulgen bebió la sangre él mismo. Sus padres maldijeron a su hijo Shulgen y lo rechazaron.